# ميدان التحرير

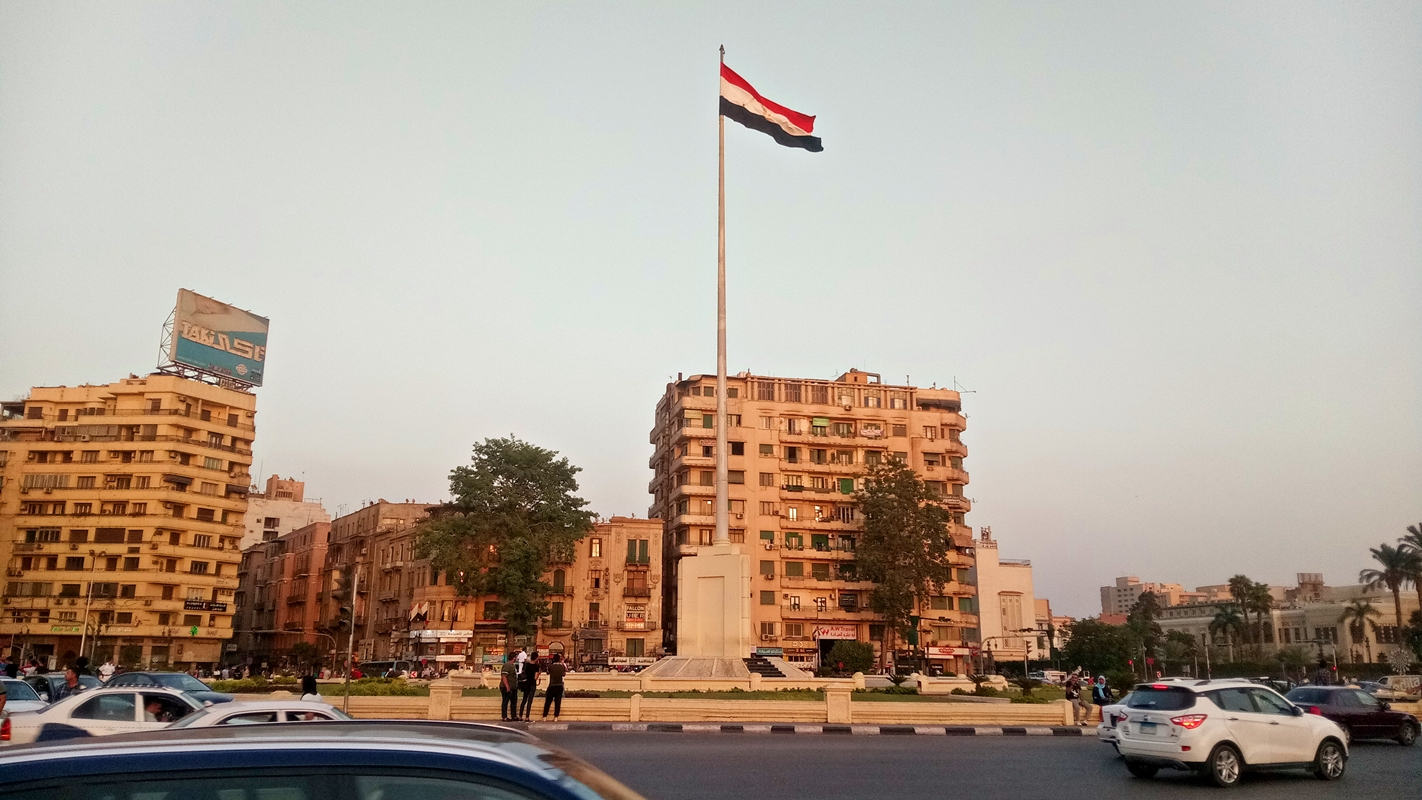
ميدان التحرير عام 2018 قبل تطويره الأخير.

ميدان التحرير هو أكبر ميادين مدينة القاهرة في مصر، سُمّي في بداية إنشائه باسم ميدان الإسماعيلية، نسبة للخديوي إسماعيل، ثم تغيّر الاسم إلى "ميدان التحرير"؛ نسبة إلى التحرر من الاستعمار في ثورة 1919 ثم ترسخ الاسم رسميًا في ثورة 23 يوليو عام 1952.
وفي 13 أكتوبر 1981 وعقب اغتيال الرئيس محمد أنور السادات تم تعديل اسم الميدان إلى ميدان أنور السادات 
يحاكي الميدان في تصميمه ميدان شارل ديغول الذي يحوي قوس النصر في العاصمة الفرنسية باريس.

## تاريخه

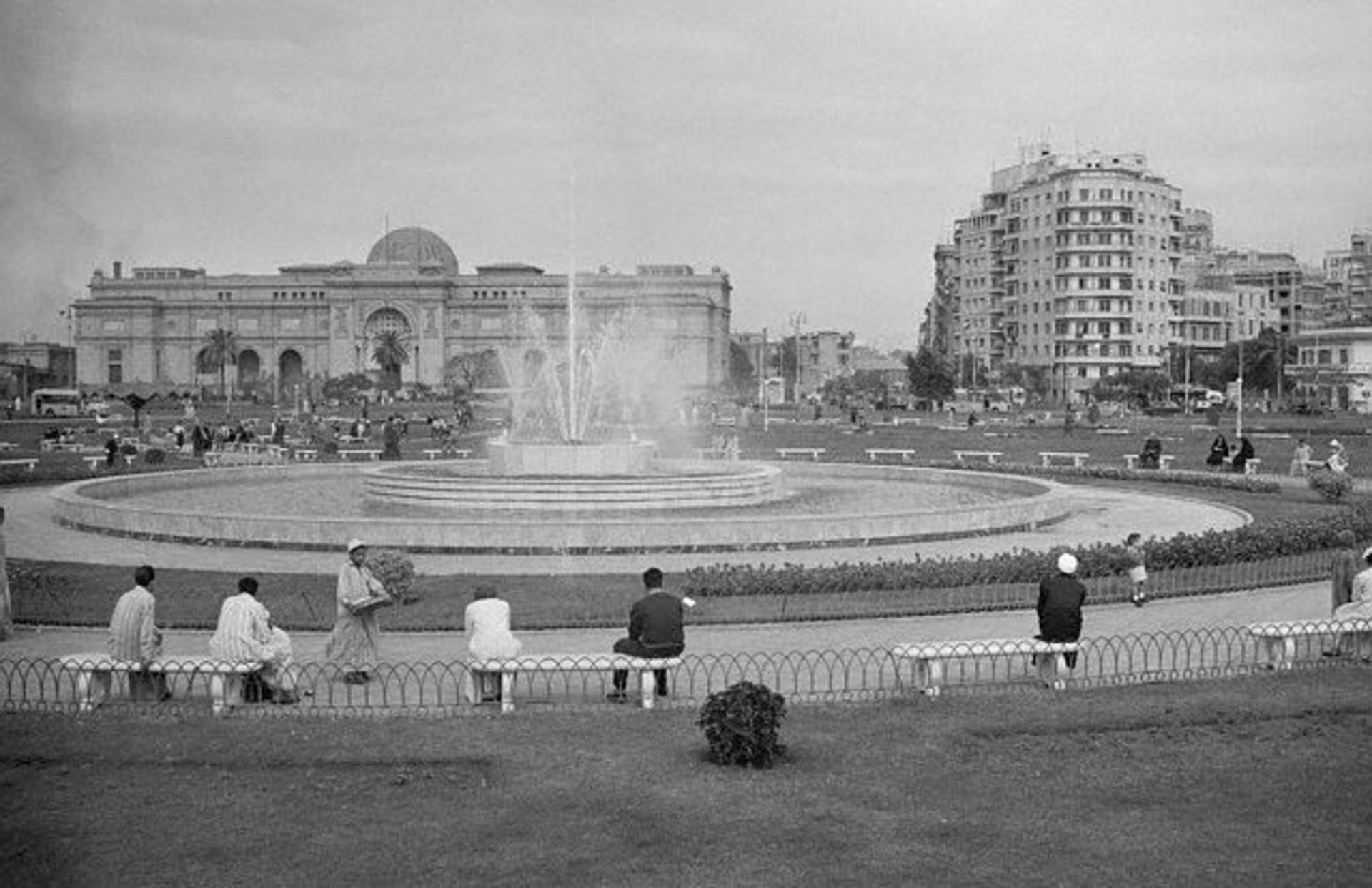
الميدان سنة 1941.

كان الخديوي إسماعيل مغرما بالعاصمة الفرنسية باريس، بل وأراد تخطيط القاهرة على غرار باريس، وإنشاء ميدان يشبه ميدان الشانزلزيه، وبالفعل كانت القاهرة الخديوية والتي تتلاقى شوارعها في ميدان واسع كان اسمه ميدان الإسماعيلية نسبة للخديوي إسماعيل، والذي أصبح اسمه بعد ذلك ميدان التحرير.

## رمزيته
رمز ميدان التحرير إلى حرية الشعوب وصمودها حين شهد عدة مواجهات بين المحتجين والقوات الأمنية منها بدأت أحداث ثورة 1919 ومظاهرات 1935 ضد الاحتلال الإنجليزي وانتفاضة الخبز في 18 و 19 من يناير عام 1977، ومنها أيضا ثورة 25 يناير عام 2011، وانتهت تلك الثورة إلى إسقاط النظام الحاكم للرئيس محمد حسني مبارك، والذي أصبح رمزا للمتظاهرين وصمودهم وحريتهم .

## معالمه

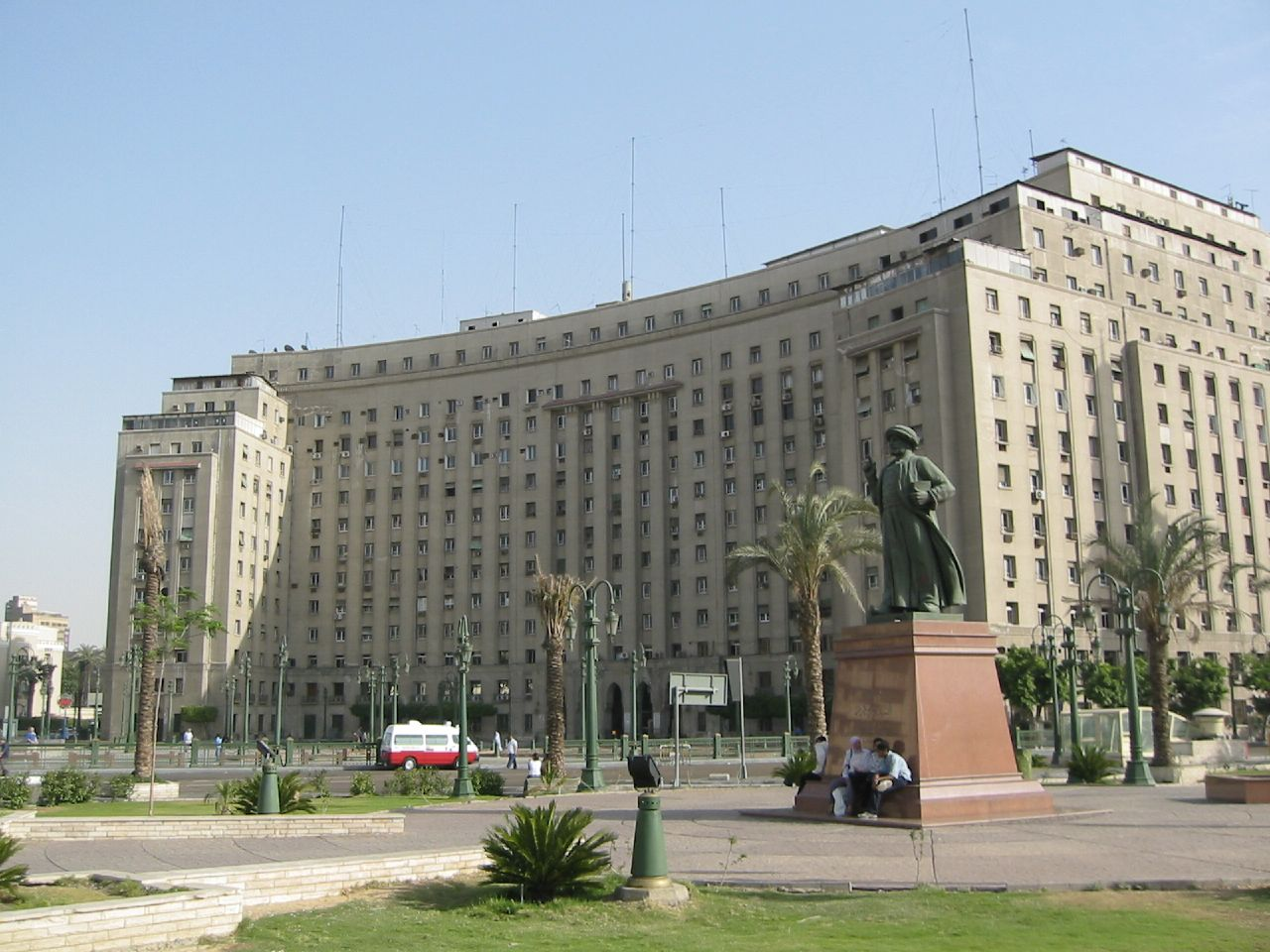
مجمع التحرير

توجد به العديد من الأماكن الشهيرة مثل :
1. المتحف المصري.
2. الجامعة الأمريكية بالقاهرة.
3. مجمع المصالح الحكومية المعروف اختصاراً بمجمع التحرير، والذي قام بتصميمه د.م محمد كمال إسماعيل.
4. مقر جامعة الدول العربية.
5. القصر القديم لوزارة الخارجية المصرية.
6. فندق النيل هيلتون.
7. مسجد عمر مكرم.
8. جراج عمر مكرم (المكون من أربع طوابق تحت الأرض ويتكون سطحه من حديقة عامة يتوسطها تمثال عمر مكرم).
9. يوجد بالميدان إحدى أكبر محطات مترو القاهرة الكبرى وهي محطة السادات والتي تضم الخط الأول والثاني معا.
10. كنيسة قصر الدوبارة الإنجيلية.

## أهمية ميدان التحرير

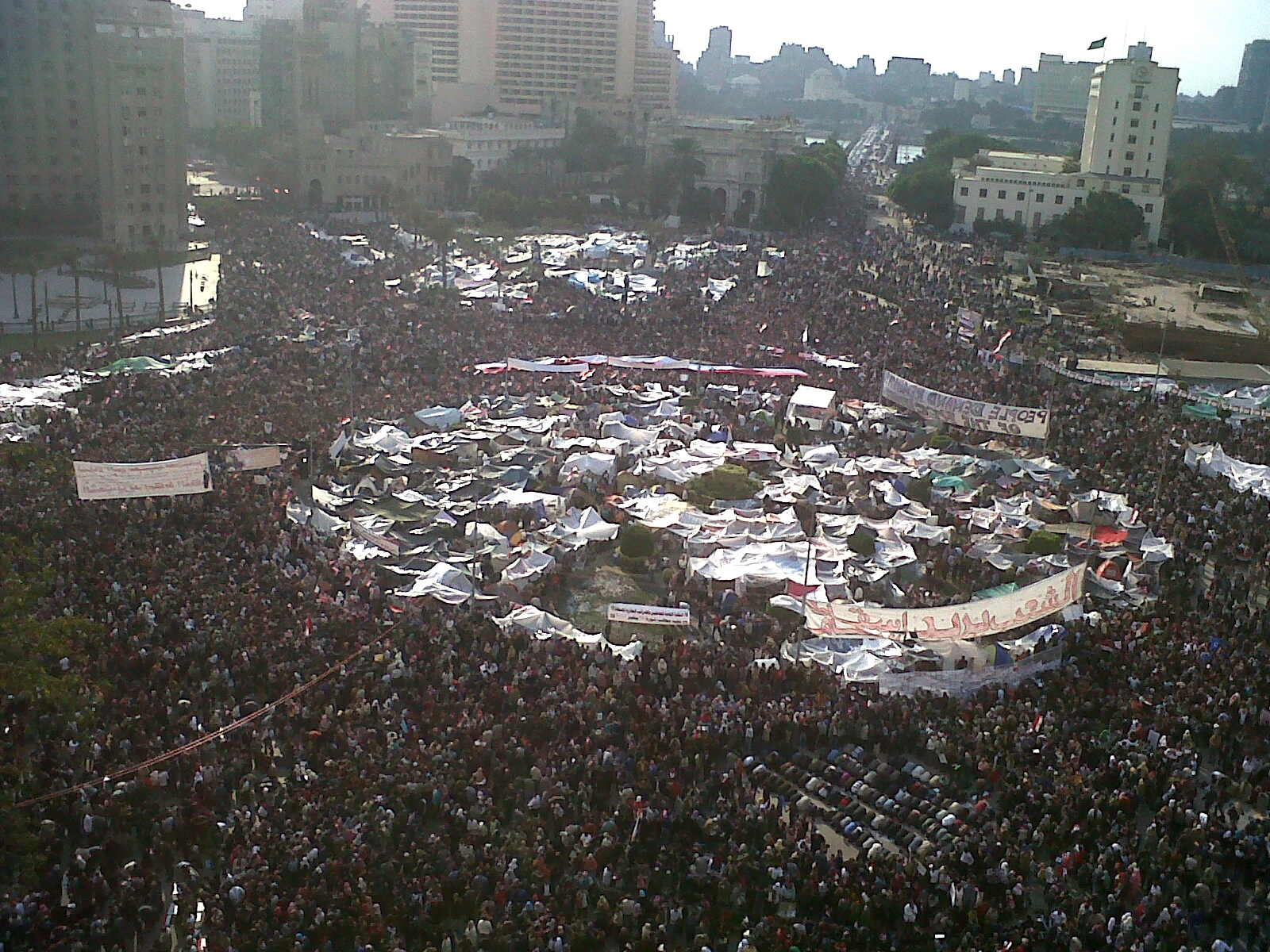
ميدان التحرير أثناء الثورة

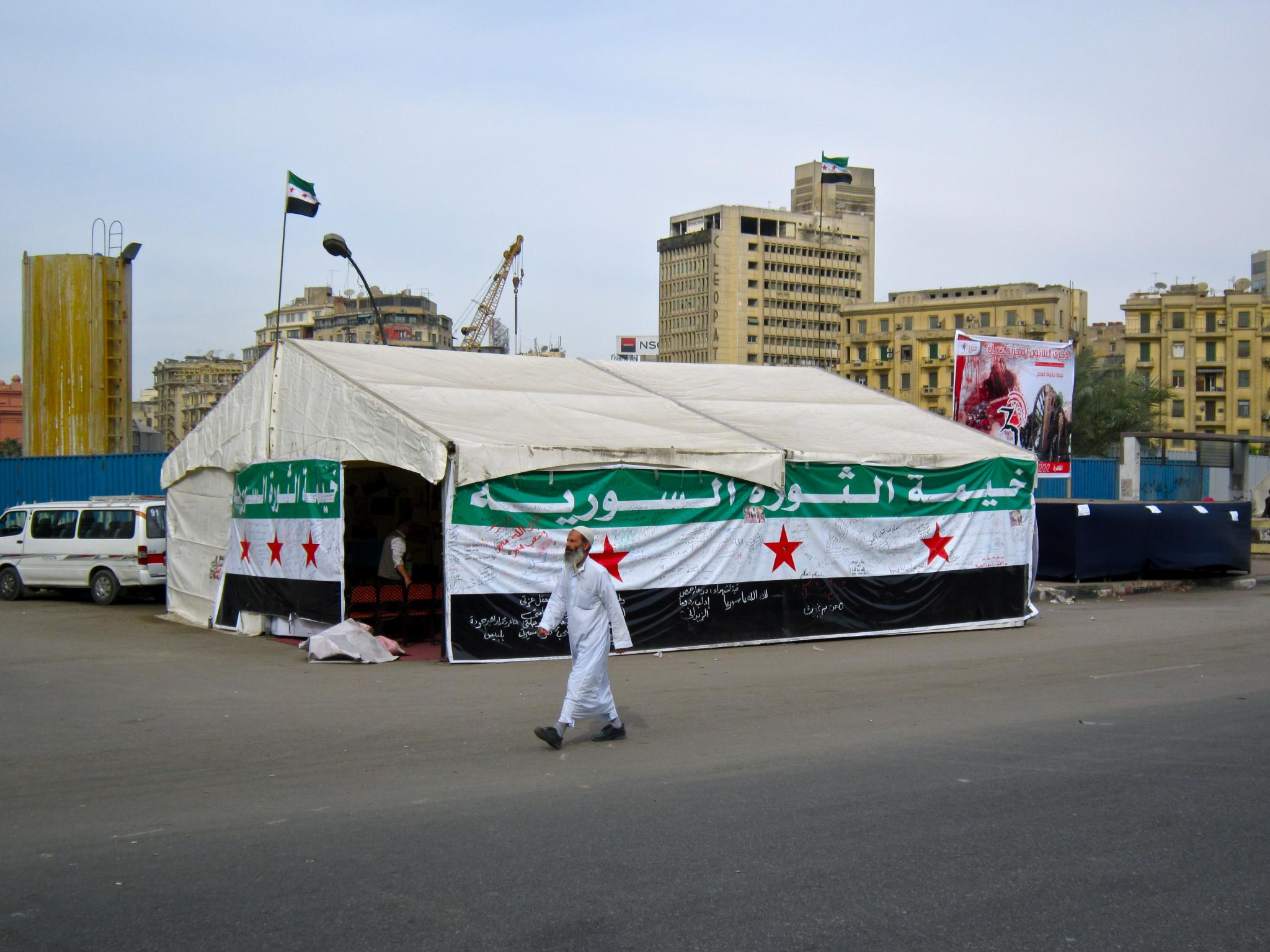
ظل للميدان أهميته السياسية في مصر عقب ثورة 25 يناير، فاحتضن مثلًا خيمة تدعم الثورة السورية لفترة طويلة

برغم أن ميدان التحرير أكبر ميادين القاهرة ورغم أهميته إلا أنه لا يعد أهمها على الإطلاق فيسبقه من حيث الأهمية ميدان رمسيس لوجود محطة مصر فيه كذلك لوجود الموقف الأكثر اتساعا في العاصمة وكذلك لتفرع وسائل المواصلات منه، كذلك يأتي ميدان العتبة في الأهمية قبل ميدان التحرير وذلك كون ميدان العتبة المركز التجاري الأول في القاهرة.

## ثورة 25 يناير

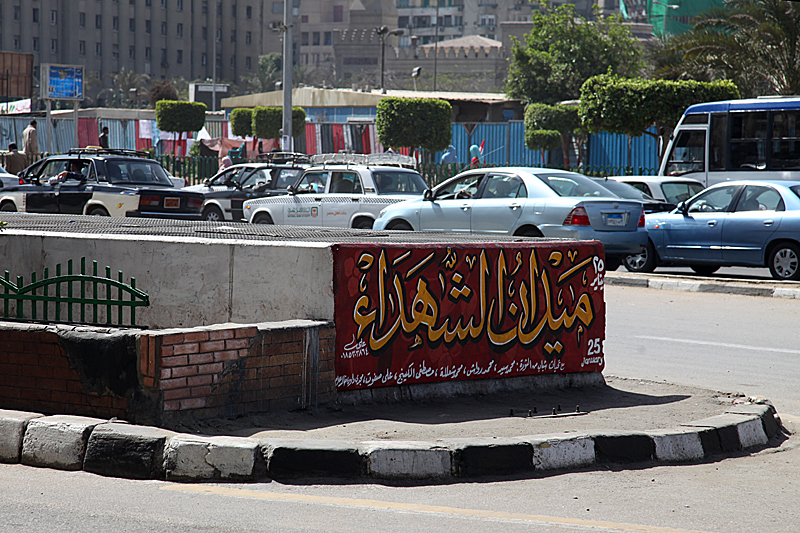
«ميدان الشهداء»

احتشد ملايين المصريين في ميدان التحرير في يوم 28 يناير 2011 يطالبون بتنحي الرئيس السابق محمد حسني مبارك من رئاسة الجمهورية واتخذوا الميدان مقرا لثورتهم إلى أن أعلن نائب الرئيس في بيان رسمي تخلّي الرئيس عن منصبه في مساء الجمعة 11 فبراير 2011 حيث تولّى المجلس الأعلى للقوات المسلحة إدارة شئون البلاد مؤقتا استمرت لمدة سنة وأربعة أشهر. ومن الجدير بالذكر أن المعتصمين قاموا بعد تنحي مبارك بتنظيفه واعتصموا في الميدان حتى إسقاط حكومة أحمد شفيق 3 مارس سنة 2011.

## شوارع تتفرع من ميدان التحرير
يعتبر ميدان التحرير من الميادين القليلة في القاهرة ذات التخطيط الجيد الفريد إذ يتفرع منه على شكل شعاع وإليه عدد ليس بالقليل من أهم شوارع وميادين العاصمة المصرية القاهرة نذكر منها:
- شارع البستان الذي يوجد فيه أهم مراكز التسوق في وسط القاهرة بالإضافة إلى العديد من البنوك ومؤسسات الدولة مثل وكالة أنباء الشرق الأوسط التي تقع في تفرع شارع هدى شعراوي المتفرع من شارع البستان.
- شارع محمد محمود البسيوني.
- شارع طلعت حرب.
- شارع التحرير.
- شارع الفلكي.
- شارع القصر العيني (والذي يضم مقر لتسع وزارات مصرية ويضم أيضا مجلسي الشعب والشورى).
- ميدان طلعت حرب.
- ميدان عبد المنعم رياض.
- ميدان محمد فريد.
- شارع شامبليون.
- شارع قصر النيل.

## تطوير الميدان
تم الانتهاء من تطوير ميدان التحرير في يوليو 2015 وذلك بالتشجير وإعادة الرصف تحت إشراف محافظ القاهرة آنذاك الدكتور جلال السعيد.